# 習李体制
習李体制（しゅうりたいせい）とは、いずれも中国共産党の世代でいうところの第5世代に属する、習近平党総書記と李克強総理をツートップとする体制に対してメディアが、胡温体制を継ぐことに対していくつかのメディアが、習政権の発足時に呼んだ呼び方である。

## 概説
習近平は中国共産党第17期第5回中央委員会全体会議で中国共産党中央軍事委員会副主席に補充され、胡錦涛の方法を踏襲して李克強は中共国務院党組副書記、中国共産党中央財政経済指導小組の副組長を担当して、党と政府の多くの項目の重要な作業を担当して、その上2人の指導者が外国を訪問するときの待遇は、皆国家元首と政府の長のランクにあたっている。そのため普通なメディアは2人が勤務を引き継ぐ事に関してのサプライズはないと思っている。
2012年政権発足時、今までのテクノクラートと同様に理系出身である一方で法学博士の学位を持つ習と、リコノミクスを掲げる経済学博士で1978年以降初の文系出身の総理である李をツートップとする法治主義と経済改革を志向した新体制と、メディアは期待した。しかし、3年後の2016年3月の全国人民代表大会では、習李体制の実態が露わになって持て囃されなくなった。3月5日の全人代の開幕式では、国務院総理（首相）の李は演説で30か所も読み間違え、汗だくになった。ひな壇に並ぶ指導部メンバーの中で、習ただ一人、李の演説に拍手もせず、不機嫌な表情で座っていた。中国共産党序列第1位の習総書記と同第2位の李首相は隣席同士だが、会議が終わってもあいさつどころか目も合わせなかった。習の態度がこれと対照的だったのは、全人代トップで共産党序列第3位の全人代常務委員長張徳江に対する態度である。開幕式から数日後の全人代期間中の張の演説が終わった後、演説を終え自席に戻る張に対して、習は拍手しながら笑顔で迎え、着席後も隣に座る張に対してしきりに話しかけた。さらに、李克強の演説に対して、冷ややかな態度をとったのは、序列第6位で李克強と並ぶ経済通で「反腐敗の鬼」と呼ばれる習の盟友の王岐山中規委書記であった。「反腐敗」は、習が中国共産党総書記就任後に権力を固める基盤となった。王は李の演説中に席を立ち、10分以上も戻らなかった。参加者は「トイレにしては長すぎる」との印象を抱いたという。習李体制は跡形もないが、「習王体制」は機能しているとも指摘された。2018年3月の全人代にて李は総理に再任されたものの無表情であり、国家主席とともに国家副主席の任期制限が中華人民共和国憲法の改正で撤廃され、習の国家主席への再選とともに副主席に選出された王が習とだけ手を携えた姿と、共産党序列第3位である全人代トップに選ばれた栗戦書が習や李らと握手した姿を比較し、中国共産党中央政治局常務委員を定年で退いた王の再起用によって「習王体制」が確立したとする見方もされている。

## 主要な成員
1. 習近平（中国共産党中央委員会総書記・中華人民共和国主席・中央軍事委員会主席）
2. 李克強（中華人民共和国国務院総理）
3. 栗戦書（全国人民代表大会常務委員会委員長）
4. 汪　洋（中国人民政治協商会議全国委員会主席）
5. 王滬寧（中国共産党中央書記処書記）
6. 趙楽際（中国共産党中央規律検査委員会書記）
7. 韓　正（中華人民共和国国務院副総理）
8. 王岐山（中華人民共和国副主席）

## 党総書記・国務院総理

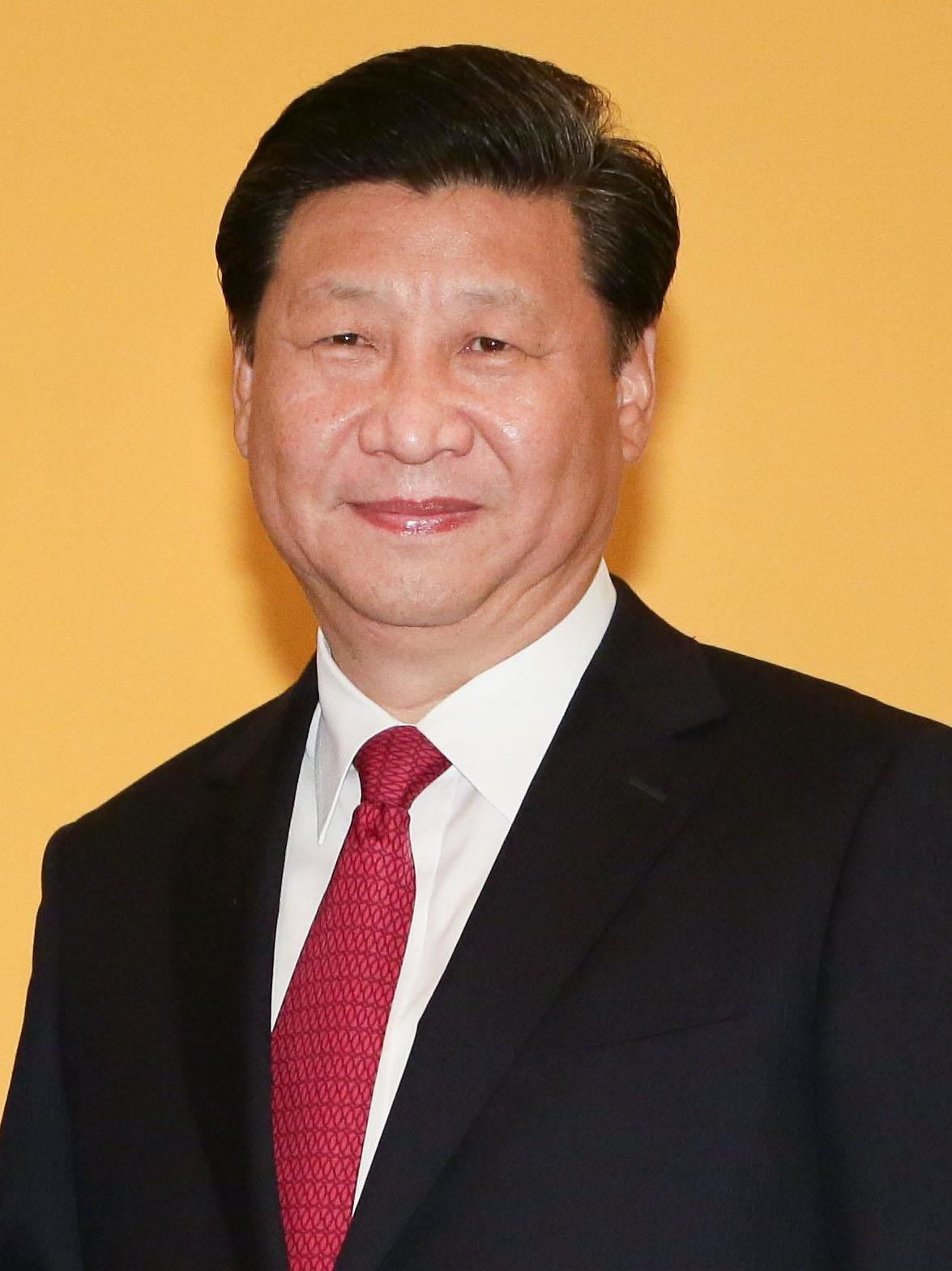
習近平総書記（最高指導者）
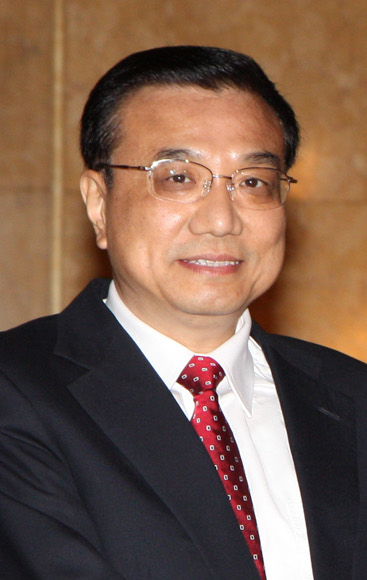
李克強総理（首相）